# Mostek południowy
Mostek południowy (ang. southbridge) – element współczesnych chipsetów, realizujący połączenie procesora do wolniejszej części wyposażenia mikrokomputera:
- napędów dysków twardych (złącza IDE/ATA/SATA/ATAPI)
- magistral ISA, PCI
- sterownika przerwań
- sterownika DMA
- nieulotnej pamięci BIOS
- modułu zegara czasu rzeczywistego

Opcjonalnie mostek południowy może obsługiwać również:
- magistralę FireWire
- magistralę USB
- złącze do sterownika RAID
- złącze Ethernet

W rzadkich przypadkach mostek południowy obsługuje także zewnętrzne złącza szeregowe, w tym złącza myszy i klawiatury oraz RS-232 – zazwyczaj jednak urządzenia te dołączane są do mostka południowego przez dodatkowy układ nazywany SIO (ang. Super Input/Output). Przez SIO obsługiwane są również złącza równoległe (port Centronics), łącze podczerwieni (IrDA), stacje dyskietek i Flash ROM BIOS-u. W systemach z chipsetami Intela mostek południowy nosi nazwę I/O Controller Hub (ICH), natomiast AMD nazwał go Fusion Controller Hub (FCH), co nastąpiło po wprowadzeniu AMD Accelerated Processing Unit (APU).